# Lygodactylus howelli
Lygodactylus howelli es una especie de escamosos de la familia Gekkonidae. Es endémica de Unguja (Tanzania).